# Sophie Friederike Krickeberg
Sophie Friederike Krickeberg (geborene Koch; * 24. Dezember 1770 in Hannover; † 17. Mai 1842 in Berlin) war eine deutsche Theaterschauspielerin und Übersetzerin.

## Leben
Sophie Friederike Krickeberg wurde 1770 geboren als Tochter des Schauspielers und Ballettmeisters Friedrich Karl Koch (1738–1794) und dessen Ehefrau, der Sängerin und Tänzerin Franziska Romana, geb. Gieraneck (1748–1796). Bereits 1775 stand sie am Gothaer Hoftheater, wo ihr Vater engagiert war, erstmals auf der Bühne, hier bekam sie auch ersten Unterricht bei Konrad Ekhof und trat in verschiedenen Kinderrollen auf. Ihr Debüt als Darstellerin hatte sie 1787 am Döbbelinschen Theater in Berlin mit der Rolle der Charlotte in „Drei Töchter“. In ihren Engagements spielte sie zunächst bevorzugt junge Liebhaberinnen und erste Soubretten. Danach war sie am Hoftheater in Schwerin und spielte erste Liebhaberinnen. Hier heiratete sie den Schauspieler Karl Ludwig Krickeberg (1760–1818). Mit ihrem Mann war sie 1799 in Hamburg und 1800 in Kassel tätig. 1800 ging das Paar erneut nach Schwerin, wo Karl Krickeberg 1801 ein Theater gründete. 1811 waren sie erneut in Hamburg und dann für mehrere Jahre in Königsberg engagiert, 1816 kamen sie nach Berlin, wo Sophie Friederike nach Gastspielen als Claudine in „Emilia Galotti“, Mademoiselle von Seelen in die „Die Unvermählten“ und Oberförsterin in „Die Jäger“ an der Hofbühne engagiert wurde für das Fach edler und komischer Mütter. 1837 feierte sie ihr 50-jähriges Bühnenjubiläum, aus diesem Anlass wurde ihr die preußische Große Goldene Medaille für Kunst und Wissenschaft verliehen. 1842 wurde sie pensioniert. Sie wurde auch als Übersetzerin französischer Stücke bekannt.
Sophie Friederike Krickeberg hatte zwei Kinder, die ebenfalls in den Berufen der Eltern tätig wurden; der Sohn Carl wurde Sänger und die Tochter Auguste, später verheiratete Auguste Spengler, wurde Schauspielerin. Karl Krickeberg (1867–1944), Pädagoge, Theaterschauspieler, Theaterleiter, Dramatiker und Schriftsteller war ihr Urenkel.